# می‌خواهم شما را دوباره ببینم
می‌خواهم شما را دوباره ببینم (به انگلیسی: I Would Like to See You Again)پنجاه و هفتمین آلبوم خواننده کانتری آمریکایی جانی کش است که توسط کلمبیا رکوردز در ۱۹۷۸ منتشرشد. این آهنگ به رتبه ۱۲ جدول تک اهنگ‌ها زمانی که آهنگ "There Ain't No Good Chain Gang" به رتبه دوم دست یافت رسید. خود آلبوم به رتبه ۲۳ رسید. آلبوم شامل یک سری هم خوانی با وایلون جنینگز بود؛ که یکی از آنها به عنوان تک‌آهنگ منتشرشد. این یکی از اولین همکاری‌های کش با جنینگز بود؛ و برای ضبط یک سری آهنگ‌ها با یکدیگر درسراسر دهه ۱۹۸۰ از جمله یک آلبوم به صورت جداگانه با عنوان قهرمانان ادامه‌یافت. کش و جنینگز همچنین با یکدیگر تحت عنوان راهزنان با ویلی نلسون و کریس کریستوفرسون کار کردند.

## فهرست آهنگ‌ها
| شماره | نام                                                                              | سراینده                             | مدت  |
| ----- | -------------------------------------------------------------------------------- | ----------------------------------- | ---- |
| ۱.    | «"I Would Like to See You Again" (می‌خواهم شما را دوباره ببینم)»                  | لری تی. اتوود، چارلی کرگ            | ۲:۵۵ |
| ۲.    | «"Lately" (بتازگی)»                                                              | کش                                  | ۲:۰۱ |
| ۳.    | «"I Wish I Was Crazy Again" (ایکاش دوباره دیوانه می‌شدم)»                         | باب مک دیل با وایلون جنینگز         | ۲:۴۴ |
| ۴.    | «"Who's Gene Autry?" (جین اتری کیست؟)»                                           | کش                                  | ۳:۵۳ |
| ۵.    | «"Hurt So Bad" (ضربه خیلی بد)»                                                   | کش                                  | ۲:۳۷ |
| ۶.    | «"I Don't Think I Could Take You Back Again" (فکر نکنم بتونم دوباره برت گردونم)» | ارل بال جونیور، جو ال سنیور         | ۲:۵۱ |
| ۷.    | «"Abner Brown"»                                                                  | کش                                  | ۳:۴۰ |
| ۸.    | «"After Taxes"»                                                                  | جری لیبر، بیلی اد ویلر              | ۳:۰۳ |
| ۹.    | «"There Ain't No Good Chain Gang"»                                               | هال بینم، دیو کربی با وایلون جنینگز | ۳:۱۸ |
| ۱۰.   | «"That's the Way It Is"»                                                         | لری باتلر، راجر باولینگ             | ۳:۰۳ |
| ۱۱.   | «"I'm Alright Now" (الان خوبم)»                                                  | جری هنسلی                           | ۲:۳۹ |

## جدول
Album - بیلبورد (آمریکای شمالی)
| سال  | جدول                      | رتبه |
| ---- | ------------------------- | ---- |
| ۱۹۷۸ | آلبوم‌های موسیقی بک کانتری | ۲۳   |

تک آهنگ - بیلبورد (آمریکای شمالی)
| سال  | اهنگ                             | جدول           | رتبه |
| ---- | -------------------------------- | -------------- | ---- |
| ۱۹۷۸ | "می‌خواهم مشا را دوباره ببینم"    | آهنگ‌های کانتری | ۱۲   |
| ۱۹۷۸ | "There Ain't No Good Chain Gang" | آهنگ‌های کانتری | ۲    |
| ۱۹۷۸ | "ایکاش دوباره دیوانه می‌شدم"      | آهنگ‌های کانتری | ۲۲   |